# Gelu Radu
Gelu Radu (né le 3 novembre 1957 à Adjud en Roumanie) est un haltérophile roumain.
Il obtient la médaille d'argent olympique en 1984 à Los Angeles en moins de 60 kg. Il est vice-champion du monde en 1984 après avoir terminé troisième en 1983. Il remporte aussi une médaille de bronze aux Championnats d'Europe 1983.